# Conchocarpus minutiflorus
Conchocarpus minutiflorus är en vinruteväxtart som beskrevs av Groppo & Pirani. Conchocarpus minutiflorus ingår i släktet Conchocarpus och familjen vinruteväxter. Inga underarter finns listade i Catalogue of Life.